# Alain Delon

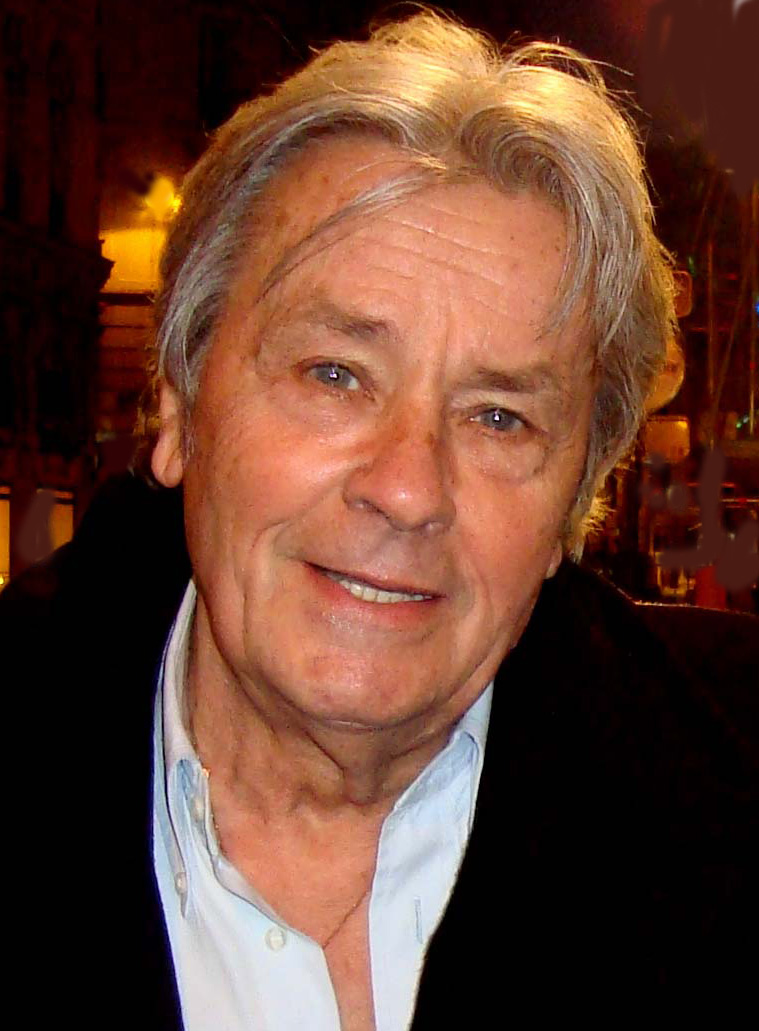
Alain Delon, 2011.

Alain Fabien Maurice Marcel Delon, född 8 november 1935 i Sceaux, Hauts-de-Seine, död 18 augusti 2024 i Douchy-Montcorbon nära Amilly, Loiret, var en fransk skådespelare.

## Biografi
Delon hade en stökig uppväxt, efter att ha relegerats från flera skolor blev han lärling hos en slaktare. Han tog värvning i den franska marinkåren och tjänstgjorde som fallskärmsjägare i Indokina under slaget vid Dien Bien Phu 1954. Tillbaka i Frankrike arbetade han ett tag som bärare i Hallarna i Paris, innan han – mycket på grund av sitt fördelaktiga utseende – lyckades ta sig in vid filmen.
Han filmdebuterade 1957. Hans genombrott som skådespelare kom 1960 då den italienske filmregissören Luchino Visconti gav honom en bärande roll i den hyllade filmen Rocco och hans bröder.  Inom kort var han en av Frankrikes populäraste filmskådespelare och gjorde också internationell karriär, först i romantiska roller, senare inom gangsterfacket. Han har valt många intressanta roller genom åren, även om han inte gjort något för att direkt tvätta bort stämpeln som "hjärtekrossare" och "förste älskare". Hans rätt kalla och oberäkneliga image har dock gjort honom till en skådespelare som både män och kvinnor beundrat, för såväl hans utseende som hans talang.
1968 var Delon och hans dåvarande hustru, Nathalie Delon, involverade i en omfattande mord-, sex- och drogskandal som skakade Frankrike. Liket av Delons livvakt hittades på en soptipp. Många prominenta personer inom politiken och nöjesbranschen var inblandade och affären tystades ner.
Delon friades från misstankar, men han erkände att han sedan många år tillbaka hade nära kontakter med den undre världen. Detta skadade inte Delons karriär; tvärtom gav det honom en image av "tuffing".
Den 9 oktober 2013 deklarerade Delon i den schweiziska tidningen Le Matin att han stöder Front National.
I september 2019, stämde Ari Boulogne (Christian Aaron Boulogne) Alain för erkännande av faderskapet.
Alain skulle ha fått honom 1962 med sångerskan Nico.
Ari togs om hand av Alains mamma och Alains styvfar.

## Filmografi i urval
- 1957 – Quand la Femme s'en mêle
- 1959 – Het sol (originaltitel Plein soleil)
- 1960 – Rocco och hans bröder
- 1961 – Feber
- 1963 – Leoparden (originaltitel Il Gattopardo)
- 1963 – Steg för steg
- 1964 – Den gula Rolls-Roycen
- 1964 – En gång tjuv...
- 1964 – Flykten
- 1966 – Brinner Paris?
- 1967 – De äventyrslystna
- 1967 – Samuraj killer (originaltitel Le Samouraï)
- 1968 – Flickan och motorcykeln
- 1969 – Bassängen
- 1969 – Den sicilianska klanen (originaltitel "Le Clan des Siciliens")
- 1970 – Borsalino
- 1970 – Den röda cirkeln
- 1971 – Blodröd sol
- 1972 – De kriminella
- 1972 – La prima notte di quiete
- 1973 – Hämnden och rättvisan
- 1973 – Kvinnan i snön
- 1975 – Snuten (originaltitel Flic Story)
- 1979 – Scorpio
- 1979 – Airport 80 - Concorde
- 1981 – En gång snut alltid snut (även regi)
- 1981 – Teheran 43
- 1985 – En snuts heder
- 1998 – Une chance sur deux
- 2008 – Asterix på olympiaden